# Бытовая химия

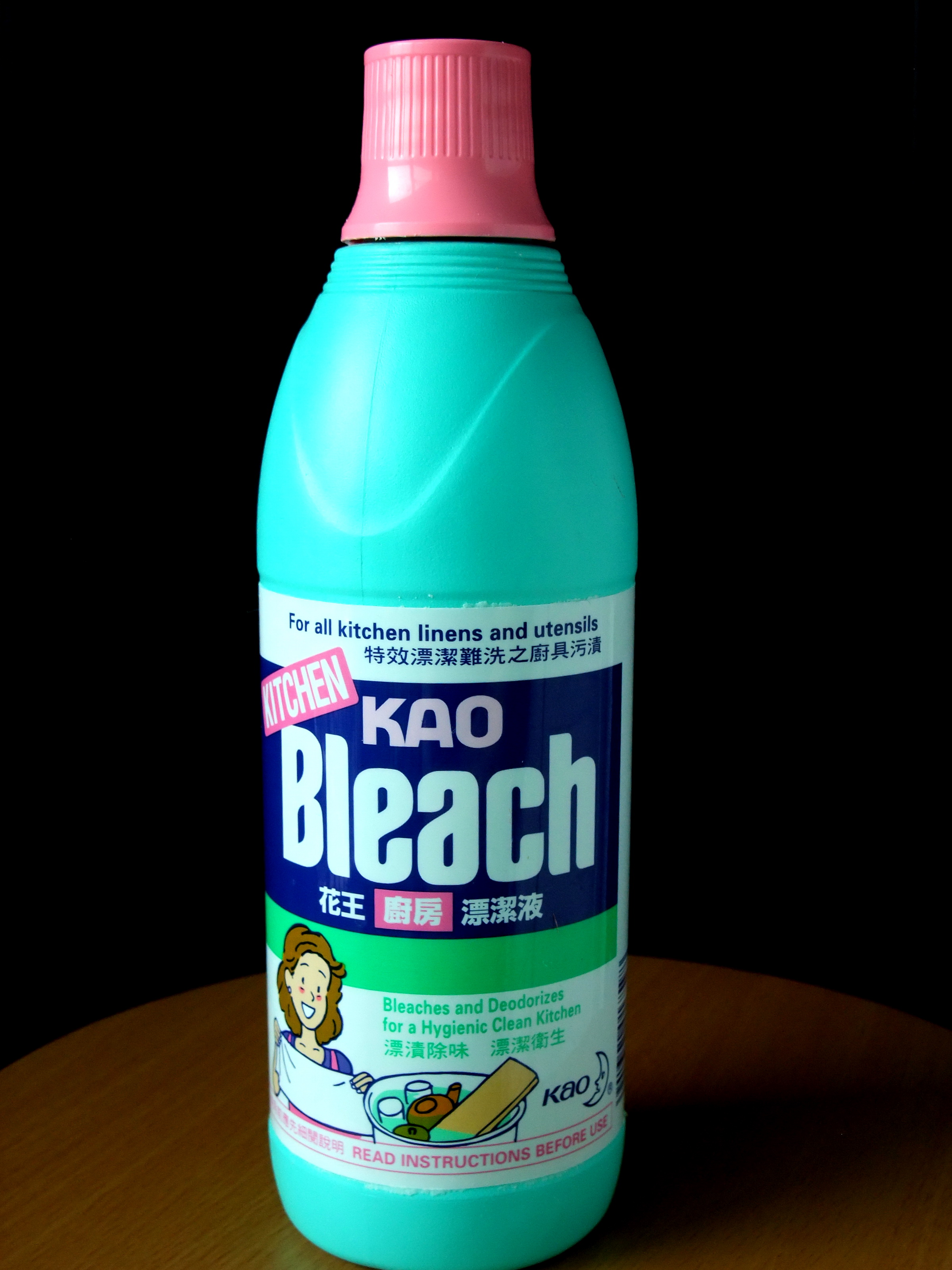

Бытовая химия — непродовольственные химические вещества, средства ухода за одеждой, помещениями, автомобилями, посудой и тому подобным, которые обычно встречаются и используются в домохозяйстве. К средствам бытовой химии также традиционно относят дезинфекторы, репелленты и другие химические средства, которые назначены, в частности, для очистки определенных поверхностей, борьбы с вредителями и общих гигиенических потребностей.
К бытовой химии не относятся товары и продукция парфюмерно-косметического назначения: парфюмерия, гигиеническая и декоративная косметика. По версии ЕС ПКТ подразделяют на парфюмерию; очищающие вещества; средства макияжа; средства защиты; освежающие средства. По классификатору ОКП, в основу которого положена общность технологии производства, выделяют одеколоны и душистые воды (9155), духи и эфирные масла в сувенирных наборах (9156), парфюмерные наборы и серии (9157), продукция косметическая (9158).
Пищевые добавки, как правило, не подпадают под эту категорию, если только они не используются иначе, как для потребления человеком. Добавки в целом (например, стабилизаторы и красители, которые находятся в стиральных порошках и моечных средствах для посудомоечных машин) делают классификацию бытовой химии сложнее, к тому же некоторые из этих химикатов являются раздражителями или сильными аллергенами.
Химические вещества бытовой химии, которые не компостируются, представляют серьезную экологическую опасность и опасность для здоровья человека. А в добавление к тому, что при проглатывании они имеют негативные токсичные эффекты (часто очень серьезные), химические вещества могут содержать легковоспламеняющиеся или коррозийные вещества.

## Категории бытовой химии
Первая категория средств бытовой химии — средства для стирки: стиральные порошки, гели для стирки, отбеливатели и другие. Вторая категория — средства для мойки посуды. Потом идут средства для очистки и дезинфекции, средства для омывания стекла автомобилей и другие.

### Моющие средства
- мыло (хозяйственное);
- стиральные порошки;
- гели для смазки;
- средства для мойки посуды;
- средства для мойки авто;
- средства для мойки пола.

### Средства для чистки
- порошки для чистки;
- средства для чистки ковров;
- средства для чистки туалета и ванной;
- средства для прочищения труб;
- средства для очистки авто (автокосметика);
- универсальные очистители.

### Дезинфекционные средства
- Дезинфекционные средства — химические и биологические средства, предназначенные для проведения дезинфекции[4].
- Дезинфекция, или обеззараживание — комплекс мероприятий, направленных на уничтожение в среде жизнедеятельности человека возбудителей инфекционных болезней (собственно дезинфекция) и их переносчиков — насекомых (дезинсекция) и грызунов (дератизация).

### Освежители и ароматизаторы воздуха
- Освежитель воздуха[англ.] — потребительские товары для освежения воздуха с примесью химических или натуральных запахов.
- Ароматизатор воздуха — устройство, которое обеспечивает в помещении дополнительный комфорт путем защиты от неприятных запахов за счет насыщения воздуха определенными ароматами[5].

### Репелленты
- Репелленты (от лат. repello — «отгоняю», «отталкиваю») — химические вещества, которые отпугивают насекомых, клещей, грызунов, птиц.

Чаще всего применяют репелленты против насекомых-кровососов (комаров, слепней, мошек, и др.). Используют в виде кремов или аэрозолей.

### Отбеливатели и пятновыводители
- Отбеливатель (Белизна, Отбелитель[6]) — средство для придания чему-либо белизны.

Примеры — хлор выбеливает хлопковое волокно, диоксид серы — бумагу. Другое средство — люминесцентные добавки, которые высвечивают в близком ультрафиолете.
- Пятновыводитель — средство для очищения ткани от пятен и грязи.

## Производители бытовой химии
Одними из крупнейших мировых производителей бытовой химии являются транснациональные компании, например: американские Procter & Gamble и Colgate-Palmolive, немецкий Henkel, британско-нидерландские Unilever и Reckitt Benckiser.

## Примеры средств бытовой химии
- Кондиционеры;
- Дезодоранты (освежители воздуха);
- Дренажный очиститель (англ. drain cleaner);
- Жесткий очиститель поверхности (англ. Hard surface cleaner);
- Туалетный блок для унитаза (англ. Toilet rim block);
- Средства для мытья тела (туалетное мыло) и волос;
- Средства для очистки поверхностей.